# Towarzystwo Narodowo-Demokratyczne
Towarzystwo Narodowo-Demokratyczne (TND) – polskie towarzystwo liberalno-demokratyczne działające w Galicji w latach 1868–1871 .

## Historia
Zostało utworzone we Lwowie przez przedstawicieli polskiej inteligencji i drobnomieszczaństwa. Prezesem był Franciszek Smolka, a wiceprezesem Karol Widman . Celem towarzystwa było podtrzymywanie idei niepodległościowej. Organizacja miała program federalistyczny .